# المركز التنافسي للتعلم الإلكتروني (مصر)
المركز التنافسي للتعلم الإلكتروني تأسس في عام 2004 من خلال اتفاقية تعاون بين وزارة الاتصالات وتكنولوجيا المعلومات وشركة سيسكو سيستمزالعالمية ليصبح المؤسسة المصرية الأولى في مجال التعلم الإلكتروني، حيث يعمل على تطوير وتقديم مجموعة كبيرة من دورات التعلم الإلكتروني، والاتصالات عبر الإنترنت، والمحتوى الإلكتروني، وأيضا وضع معايير الجودة للتعلم الإلكتروني والترويج له وكذلك توفير الأبحاث المتعلقة بأفضل الممارسات واستشارات الخبراء في التعلم الإلكتروني وتوفير الكوادر والمدربين الإلكترونيين داخل سوق العمل.

## مناهج المركز واهدافه[4]
يضم المركز مناهجا في التصميم التعليمي، والتصميم المرئي الإبداعي وتقنيات تصميم البرمجيات ومحتوى شامل وواسع لتطوير المحتوى واستراتيجيات التصميم التعليمي، وخيارات لتسليم ونشر المناهج داخل الشبكة القومية، لتلبية حاجات المنظمات والأفراد.

### أهداف المركز
تطوير صناعة التعلم الإلكتروني في مصر واستغلال الموارد. وتطوير منظومة جديدة للتعلم الإلكتروني تعتمد علي نقل الخبرات العالمية في هذا المجال لتطبق داخل الإطار المحلي ونشر معايير جودة التعلم الإلكتروني في مصر وتعزيز وتشجيع ثقافة التعلم الإلكتروني التي تحقق المساواة في الحصول على فرص التعلم وإعداد قادة التعلم الإلكتروني من خلال تنمية المهارات في إدارة المشاريع.